# Eupithecia cinerascens
Eupithecia cinerascens là một loài bướm đêm trong họ Geometridae.